# خدمات پس از فروش
خدمات پس از فروش  تعریف کلاسیک خدمات پس از فروش عبارت است ارائه خدمات، پشتیبانی و قطعات یدکی بعد از انجام یک فروش اولیه است. این خدمات در ارائه ماشین آلات پیچیده مانند وسایل نقلیه موتوری اغلب به تعمیر و نگهداری منظم را شامل می‌شود. اگر بخواهیم از این تعریف استفاده کنیم آنوقت این تعریف فقط برای محصولاتی که دارای بعد فیزیکی هستند کاربرد خواهد داشت آنگاه برای فعالیت‌های خدماتی این تعریف کاربرد نخواهد داشت.
امروزه برای در برگرفتن کلیه فعالیت‌ها به مفهوم خدمات پس از فروش از تعریف زیر استفاده می‌شود:
خدمات پس از فروش  عبارتست از ابزاربازاریابی به منظور وفادارسازی مشتریان بالفعل از طریق شناخت و برآورده سازی نیاز اینگونه مشتریان.
به این ترتیب با شناسایی نیازهای مشتریان موجود و بالفعل در تمامی حوزه‌ها می‌توان مفهوم خدمات پس از فروش را تبیین کرد. بانک‌ها، بیمه‌ها، بیمارستان‌ها، صنایع تولیدی و غیره مشمول این تعریف خواهند شد.
شناسایی نیاز و برآورده سازی این نیازها در تمامی کسب و کارها به عنوان ابزار خدمات پس از فروش خواهد بود. آنگاه نصب، راه‌اندازی، حمل کالا، سرویس در محل، و هر آنچه که بعدها به عنوان نیازهای تلویحی و تصریحی مشتریان شناخته می‌شود به عنوان راهکارهای خدمات پس از فروش شناخته می‌شوند.
مطابق با دستورالعمل سازمان حمایت از حقوق مصرف کنندگان و تولید کنندگان مواردی که شامل گارانتی و خدمات رایگان نمی شود به شرح ذیل می باشد:
•  سرویس‌ها و تعمیرات ناشی از تاثیرات مخرب محیطی، عوامل بیرونی، نوسان برق، نفوذ مایعات، آسیب و ضربه خوردگی، شکستگی، قری، سوانح، آتش سوزی
•  اقلام مصرفی (غیر از موارد ناشی از عیب موجود در قطعه)
•  ایراد ناشی از عدم استفاده صحیح دستگاه.
•  تهیه متعلقات اضافی مرتبط با زیرساخت محل نصب یا استفاده 
•  تجهیزات اضافی (متعلقات) دستگاه که در دفترچه راهنمای مشتری مشخص شده باشد. 
•  رفع ایراد دستگاه ناشی از نصب، تعمیر یا دستکاری توسط مشتری و یا افراد غیرمجاز
•  ارائه خدمات جابه جایی و نصب مجدد وسیله
•  اقلام مازاد علاوه بر ملحقات همراه محصول
•  نصب و تعمیرات نامتعارف توسط افراد غیر مجاز
•  گازکشی، برقکاری و سیم کشی نا مناسب جهت نصب و راه اندازی
•  کارشناسی قبل از خرید، انتقال دستگاه و ایاب و ذهاب خارج از محدوده شهری (پرداخت ما به التفاوت با مشتری)
•  خدمات به دستگاههای فاقد سریال و شناسه رهگیری (یا مخدوش شده)

## ارائه سرویس، نظارت و پشتیبانی نمایندگان خدمات
1. ارسال به موقع قطعات ومتناسب با در خواست نماینده.
2. تهیه و تدوین جدول زمانی ارسال فاکتورها و داغی‌های نماینده. در این بخش بایست لیبل تهیه و در اختیار نماینده قرار گیرد تا داغی‌ها با شناسنامه ارسال گردند.
3. تهیه گزارش آمار کارکرد در ارتباط با شیوه سرویس، مصرف قطعه، مدت زمان انجام سرویس و . . . و ارسال برای نماینده به شکلی که نماینده احساس کند تمامی عملکرد نمایندگی در دفتر مرکزی بررسی می‌گردد.
4. تهیه و تدوین جدول زمانبندی دوره‌های آموزشی برای نمایندگان در صورت لزوم.
5. برنامه بازدید دوره‌ای از دفاتر نمایندگان.
6. اهداء جوایز سالانه به نماینده برتر. (نیازمند تهیه شرایط احراز آن می‌باشد)
7. تدوین شرایط در خواست قطعاتی که دارای ارزش ریالی بالاتری نسبت به قطعات دیگر می‌باشند و نیز ایجاد شرایطی که جز در مورد قطعات ریز و مصرفی غالب، قطعات دیگر بهیچ وجه به صورت امانی برای نماینده ارسال نگردد. در همین راستا بایستی زمانی مشخص برای تعیین تکلیف قطعاتی که نزد نماینده به صورت امانی قرار گرفته تعریف گردد.
8. تعریف مشخص هزینه ایاب ذهاب درون و برون شهری برای نماینده خدمات. (اینکار میزان نارضایتی‌های مشتری از نماینده را کاهش می‌دهد)

## ارائه سرویس و پشتیبانی پیش از فروش به نمایندگان فروش
در صورت خرابی دستگاهی که هنوز بدست مشتری نرسیده و در اختیار فروشنده می‌باشد بایستی شرایطی در نظر گرفته شود برای این کاربایستی مدت زمانی جهت گارانتی قبل از فروش (برای فروشنده) تعریف گردد تا در این مدت زمان با توجه به ضوابط تعریف شده به فروشنده سرویس گارانتی ارائه داد.

## ارائه سرویس به مشتری در دوره گارانتی و خارج از مدت زمان گارانتی
1. تهیه و تدوین شرایط ارائه گارانتی و ابطال گارانتی. در تهیه این موارد بایستی چگونگی اطلاع دفتر مرکزی از زمان شروع گارانتی مشخص گردد.
2. ایجاد این امکان که مشتری از هر طریقی و به سهولت با دفتر مرکزی ارتباط برقرار کند. در حال حاضر بهترین شیوه‌های درخواست سرویس شامل: ارتباط از طریق پیام کوتاه، سرویس پاسخگویی خودکار، ارتباط از طریق وب سایت شرکت مرکزی و نیز تماس تلفنی می‌باشد.
3. تعریف و تشکیل واحد پذیرش حضوری. در این بخش با توجه به حجم دستگاه‌هایی که به صورت حضوری توسط مشتری به واحد خدمات فرستاده می‌شود تعداد نفرات نیز مشخص می‌گردد.

## دریافت و تحویل اقلام موجود در انبار واحد خدمات پس از فروش
1. این واحد یکی از مهم‌ترین اجزاء واحد خدمات پس از فروش می‌باشد. ورود به انبار و نیز خروج ازآن بایستی با کنترل مسئول انبار صورت گیرد.
2. معمولاً به دلیل عدم داشتن فرایند تحویل قطعه مشخص یا با وجود داشتن روش تعریف شده، عدم پیاده‌سازی درست این فرایند باعث می‌گردد تا واحد خدمات همواره با کسری یا مشکلاتی از این دست، روبرو باشد.
3. نیروی انسانی حاضر در انبار حداقل باید متشکل از دو نفر باشد. یکی از این افراد مسئول کنترل و ثبت نرم‌افزاری اسناد و نیز تطابق موجودی فیزیکی و نرم‌افزاری را دارد و نفر دوم مسئول امور فیزیکی انبار می‌باشد.
4. عملیات ارسال و دریافت قطعه داغی قطعه با هزینه ارسال مواجه می‌باشد.

## ارتباط با مشتری و پیگیری شکایت ابراز شده از جانب مشتری
1. واحد ارتباط با مشتری یکی از زیر مجموعه‌های واحد خدمات می‌باشد. پرسنل این واحد پس از انجام سرویس توسط سرویسکاران با مشتری تماس گرفته و سوال‌هایی در زمینه میزان رضایت مشتری از نحوه انجام سرویس می‌پرسند. در این بخش بایستی سوال‌های مربوط به خدمات تهیه و تدوین شده و نیز شاخص‌های امتیاز دهی به تکنسین نیز تعریف گردد تا اپراتوراین قسمت بتواند با توجه به این شاخص‌ها به تکنسین امتیاز دهد.
2. - در صورت ایراد شکایت از جانب مشتری، بایستی پرونده شکایتی مشتری ثبت و جهت پیگیری به مسئول مربوطه ارجاع گردد.انتخاب نفر مورد نظر در این قسمت بسیار مهم است، در این واحد اپراتور جوابگوی مشتری بایستی دارای ویژگی‌های خاصی باشد. اغلب مشتریان شاکی در صورت ارائه یک برخورد اصولی در همان تماس تلفنی اول و دوم مشکل خود را حل شده می‌دانند و نیازی به پیگیری بعدی حس نمی‌کنند.

## تهیه گزارش عملکرد واحد
واحد خدمات بایستی یکسری از گزارش‌ها را برای واحدهای دیگر آماده کند و در بازه‌های زمانی تعریف شده آن‌ها را در اختیار این واحدها قرار دهد. برای مثال گزارش نسبت نصب به تعمیرهایی که در دوره گارانتی بر روی همان دستگاه انجام شده، برای واحد بازرگانی (در صورت وارداتی بودن محصول) یا واحد تولید (در صورت تولید یا مونتاژ داخل بودن محصول) کمک می‌کند که این واحدها برای واردات یا تولیدات بعدی برنامه درست تری طرح‌ریزی کنند. داشتن گزارشی از قطعه‌ها مصرفی پر مصرف باعث می‌گردد که برای برنامه خرید بعدی دقیق تر برنامه‌ریزی شود. در کل وجود چنین گزارش‌هایی که بایستی روال انجام آن از پایین‌ترین سطح شکل گیرد باعث می‌گردد تا حضور واحد خدمات به عنوان یک واحد پایه برای فعالیت‌های آینده واحدهای دیگر ثابت گردد.

## نظارت بر گردش مکانیزه
نظارت بر گردش مکانیزه امور و سعی در نرم‌افزاری نمودن بیشتر فرایندها و تطبیق آن‌ها با اصول گواهینامه‌های معتبر و تلاش برای اخذ آنها.
پس از برقراری روال‌های مختلف در واحد خدمات و مشخص بودن وظیفه هر واحد و هر نفر از این واحد می‌توان برای دریافت گواهینامه‌های مختلف اقدام کرد که باعث اعتبار بخشیدن به واحد و بطبع آن شرکت مادر و برند می‌گردد.

## تهیه و تدوین صورت گردش مالی واحد خدمات
1. فرایند گردش‌های مالی واحد خدمات بایستی مانند واحدهای دیگر خدمات به صورت فلوچارت و مدون طراحی شود. برای این عمل در ابتدا بایستی انواع دریافتنی‌ها و پرداختنی‌ها مشخص گردد و در کنار فرایندها قرار بگیرد.
2. در بند مربوط به انبار توضیح داده شد که هزینه‌های ارسال و دریافت به چه شکل بایستی تعریف گردد.
3. گردش مالی برای تعمیرکاران به سه شکل به وجود می‌آید: